# 阮德全
阮德全（1929年10月3日—2016年7月10日）是一名越南軍樂家、指揮和作曲家。